# Macerí
Macerí (en llatí Macerinus) era el nom d'una antiga família romana d'origen patrici que formava part de la gens Gegània, una de les gens més distingides d'Alba Longa.
Alguns personatges rellevants van ser:
- Tit Gegani Macerí, cònsol el 492 aC.
- Luci Gegani Macerí, germà i legat del cònsol Tit Gegani Macerí.
- Marc Gegani Macerí, tres vegades cònsol, el 447 aC, el 443 aC i el 437 aC.
- Procule Gegani Macerí, cònsol el 440 aC.
- Luci Gegani Macerí (Lucius Geganius Macerinus) tribú amb poder consolar el 378 aC.[2][3]
- Marc Gegani Macerí (Marcus Geganius Macerinus) tribú amb poder consolar el 367 aC[4]